# Мотаті
Мотаті (англ. Motati) — одна з місцевих громад, що розташована в районі Лерібе, Лесото. Населення місцевої громади у 2006 році становило 10 080 осіб.